# Theobald von Marly

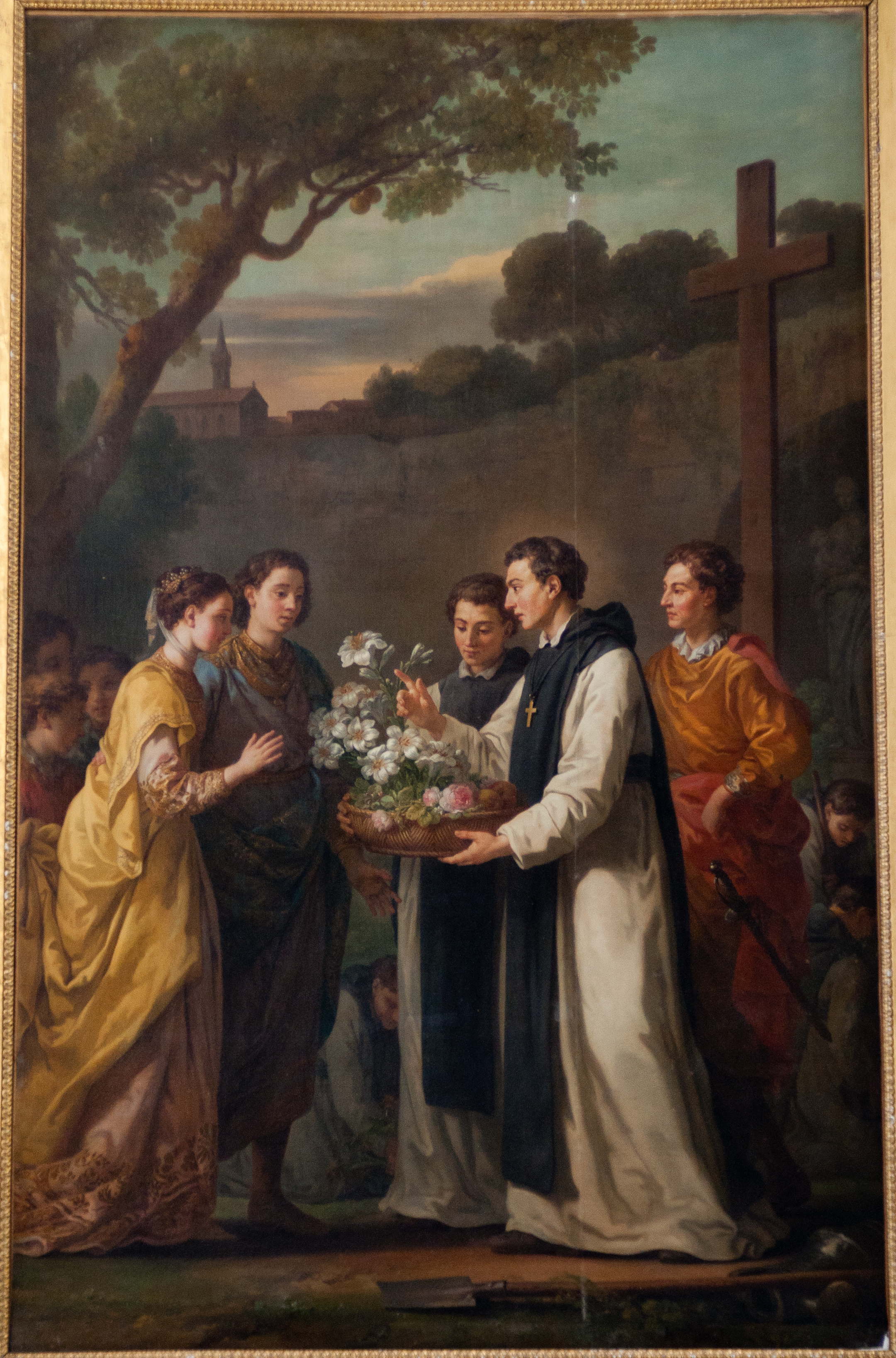
Der heilige Ludwig und Margarete von Provence besuchen den heiligen Theobald von Marly
(Joseph-Marie Vien, 1774)

Theobald von Marly (französisch Thibault de Marly; * um 1200; † 7. Dezember 1247) war ein Abt des Klosters von Vaux-de-Cernay und ist ein Heiliger der römisch-katholischen Kirche. Sein Gedenktag ist der 8. Juli.
Theobald entstammte einem Seitenzweig des Adelsgeschlechts der Montmorency. Er war der älteste Sohn von Bouchard I. de Montmorency († 1226), Sire von Marly, der ein berühmter Ritter des Albigenserkreuzzuges war. Theobald wuchs am Hof König Philipps II. August von Frankreich auf, wo er die Ausbildung zu einem Ritter erhielt. 1225 entsagte er aber aus unbekannten Gründen dem weltlichen Leben und trat in Vaux-de-Cernay dem Orden der Zisterzienser bei. 1230 folgte die Priesterweihe und 1235 die Wahl zum Abt. Unter seiner Leitung erlebte die Abtei von Vaux-de-Cernay mit mehr als 200 Mitgliedern ihre höchste Blütezeit. Theobald trat für eine strengere Observanz der Ordensregeln und härteste körperliche Arbeit ein, weshalb sich seine Mitbrüder beim Ordenskapitel über ihn beschwerten. Dennoch war Theobald sehr beliebt, besonders bei dem ebenso frommen König Ludwig IX., dem späteren Heiligen, und seiner Frau Margarete von der Provence. Nachdem das erste Kind des Königspaares 1243 jung verstorben war, ließ Theobald Gebete für eine gesunde Nachkommenschaft für sie sprechen. Im Auftrag des Ordenskapitels und auf Bitten des Königs verfasste Theobald 1240 ein Officium für die Dornenkrone Christi, welche der König zuvor erworben hatte.
Er wurde am 29. September 1710 von Papst Clemens XI. kanonisiert.